# Porcie
Pour les articles homonymes, voir Porcie (homonymie).
Porcie (en latin Porcia (ou Portia) Catonis) est une femme de la Rome antique, fille de Caton d'Utique et femme de Brutus, morte  en 42 av. J.-C. Sa mort est un exemple de fidélité à son époux, mais non le seul à cette époque agitée de la fin de la république.

## Jeunesse
Porcia est née entre 73, et 64 av. J.-C.. Selon Plutarque, elle était de nature affectueuse, appréciait la philosophie et était pleine de courage raisonnable. Plutarque toujours la décrit comme première en jeunesse et en beauté. Quand elle était encore très jeune, son père divorça de sa mère pour adultère.
Elle se maria d’abord jeune avec Bibulus, l’allié politique de son père. Ce mariage eut lieu entre 58 et 53 av. J.-C. Ils auraient eu un fils Lucius Calpurnius Bibulus, même si les historiens modernes pensent qu’elle était trop jeune pour être la mère de Lucius et que ce dernier était le fils d’un précédent mariage de Bibulus. Il était assez âgé pour combattre à la bataille de Philippes en 42 av. J.-C. et mourut en 32 av. J.-C.
Quelques années plus tard, Quintus Hortensius Hortalus voulait conclure une alliance avec Caton et demanda la main de Porcia. Toutefois, Bibulus aimait sa femme et ne voulait pas la laisser. Hortensius proposa de l’épouser et de la rendre à Bibulus quand elle lui aurait donné un héritier. Ce type d’arrangement n’était pas inhabituel à l’époque.

« Ma proposition, disait-il, peut bien, dans l’opinion des hommes, paraître extraordinaire ; mais, à consulter la nature, il est aussi honnête qu’utile à la république qu’une femme belle, et qui est à la fleur de l’âge, ne reste pas inutile en laissant passer l’âge d’avoir des enfants : il ne faut pas non plus qu’elle soit à charge à son mari, et l’appauvrisse en lui donnant plus d’enfants qu’il ne veut en avoir ; or, en communiquant les femmes aux citoyens honnêtes, la vertu se multiplie et se propage dans les familles ; par le moyen de ces alliances la ville se fond, pour ainsi dire, en un seul corps. Si Bibulus, ajouta-t-il, veut absolument conserver sa femme, je la lui rendrai dès qu’elle sera devenue mère, et que, par cette communauté d’enfants, je me serai plus étroitement uni à Bibulus et à Caton. »

— Plutarque, Caton d’Utique, 25.3
À la place, Caton divorça de sa femme, Marcia et la donna à Hortensius. Il l’épousa à nouveau quand Hortensius mourut.
En 52 av. J.-C., la guerre des Gaules est terminée mais Jules César refusait de revenir à Rome après avoir déposé les armes,  malgré les injonctions du sénat romain. Caton détestait personnellement César et était son grand ennemi au sénat. La faction politique de Caton, les Optimates, soutenait Pompée contre César et voulait que César revienne à Rome sans son armée pour pouvoir l'assigner en justice et l’exiler. En 49 av. J.-C., César franchit le Rubicon avec son armée entamant ainsi la guerre civile. Bibulus prit le commandement de la flotte de Pompée en Adriatique. Il captura une partie de la flotte de César. Épuisé par les fatigues de la guerre, Bibulus décéda peu après en 48 av. J.-C., laissant Porcia veuve.

## Mariage avec Brutus

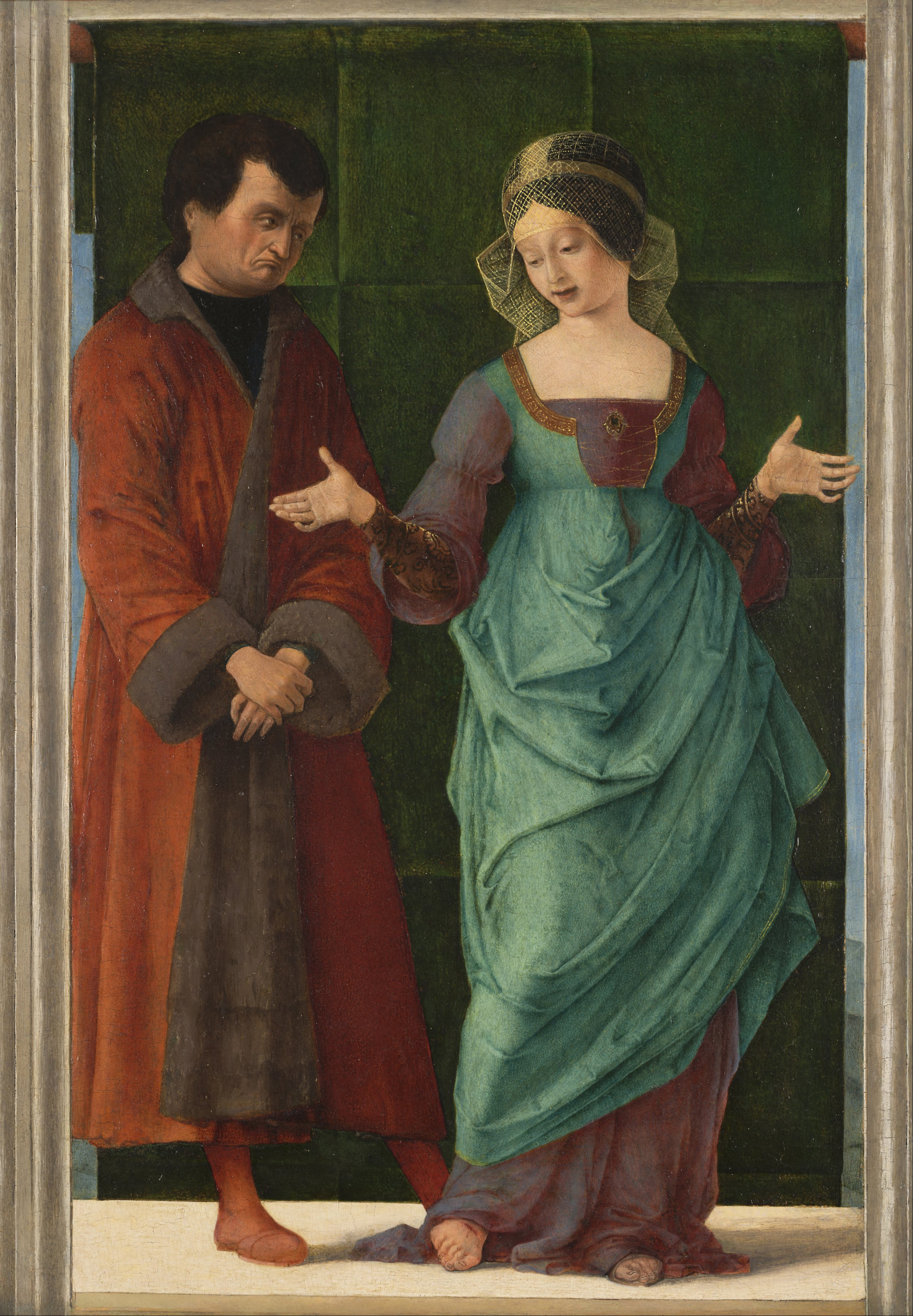
Porcia et Brutus, Ercole de Roberti, v. 1486-90, musée d'art Kimbell.

Après le suicide de Caton d'Utique en 46 av. J.-C., Brutus, le cousin de Porcia divorça de son épouse, Claudia Pulchra Major et épousa Porcia alors que cette dernière était encore très jeune,. Ce mariage scandalisa car Brutus ne donna aucun motif à son divorce alors qu'il était marié à Claudia depuis de nombreuses années. Claudia était connue pour être une femme de grande vertu et était la fille de Appius Claudius Pulcher, proche de Brutus depuis longtemps.  Elle était aussi liée à Pompée par le mariage de sa plus jeune sœur. Le divorce ne fut pas bien accueilli, y compris par la mère de Brutus, Servilia Caepionis qui méprisait son demi-frère et semble avoir été jalouse de l’affection de Brutus pour Porcia. Servilia soutint alors les intérêts de Claudia contre ceux de Porcia. 
D’un autre côté, Porcia était encouragée par les partisans de Pompée et de Caton, le mariage était vu d’un bon œil par Cicéron et Atticus. Le mariage avec Brutus était une manière d’honorer l’oncle de ce dernier. Il apparaît également que Porcia aimait Brutus. Ils eurent un fils qui mourut en 43 av. J.-C.
Brutus complota contre César en 44 av. J.-C.. Selon Plutarque, il le révéla à Porcia et l'historien pense qu’elle était la seule femme au courant,. Plutarque et Dion Cassius avancent même qu’elle était impliquée dans la conspiration. Plutarque raconte qu’elle vit Brutus alors qu’il réfléchissait au sort de César et lui demanda ce qui se passait. Brutus ne répondit pas et elle supposa qu’il ne lui faisait pas confiance car elle était une femme et qu’il craignait qu’elle révèle quelque chose sous la torture. Pour lui montrer ce dont elle était capable, elle s’infligea une blessure sur la cuisse avec un couteau de barbier et endura la douleur plusieurs jours. Quand elle eut surmonté la douleur, elle revint voir Brutus et lui dit :

« Brutus, je suis fille de Caton, et je suis entrée dans ta maison, non pour être seulement compagne de ton lit et de ta table, comme une concubine, mais pour partager avec toi et les biens et les maux. Tu ne m’as donné, depuis mon mariage, aucun sujet de plainte ; mais moi, quelle preuve puis-je te donner de ma reconnaissance et de ma tendresse si tu me crois également incapable, et de supporter avec toi un accident qui demande le secret, et de recevoir une confidence qui exige de la fidélité. Je sais qu’en général on croit la femme trop faible pour garder un secret ; mais, Brutus, la bonne éducation et le commerce de personnes vertueuses ont quelque influence sur les mœurs : or, je suis tout à la fois fille de Caton et femme de Brutus. Pourtant, je n’ai point si fort compté sur ce double appui, que je ne me sois assurée d’être invincible à la douleur. »

— Plutarque, Brutus, 13.7

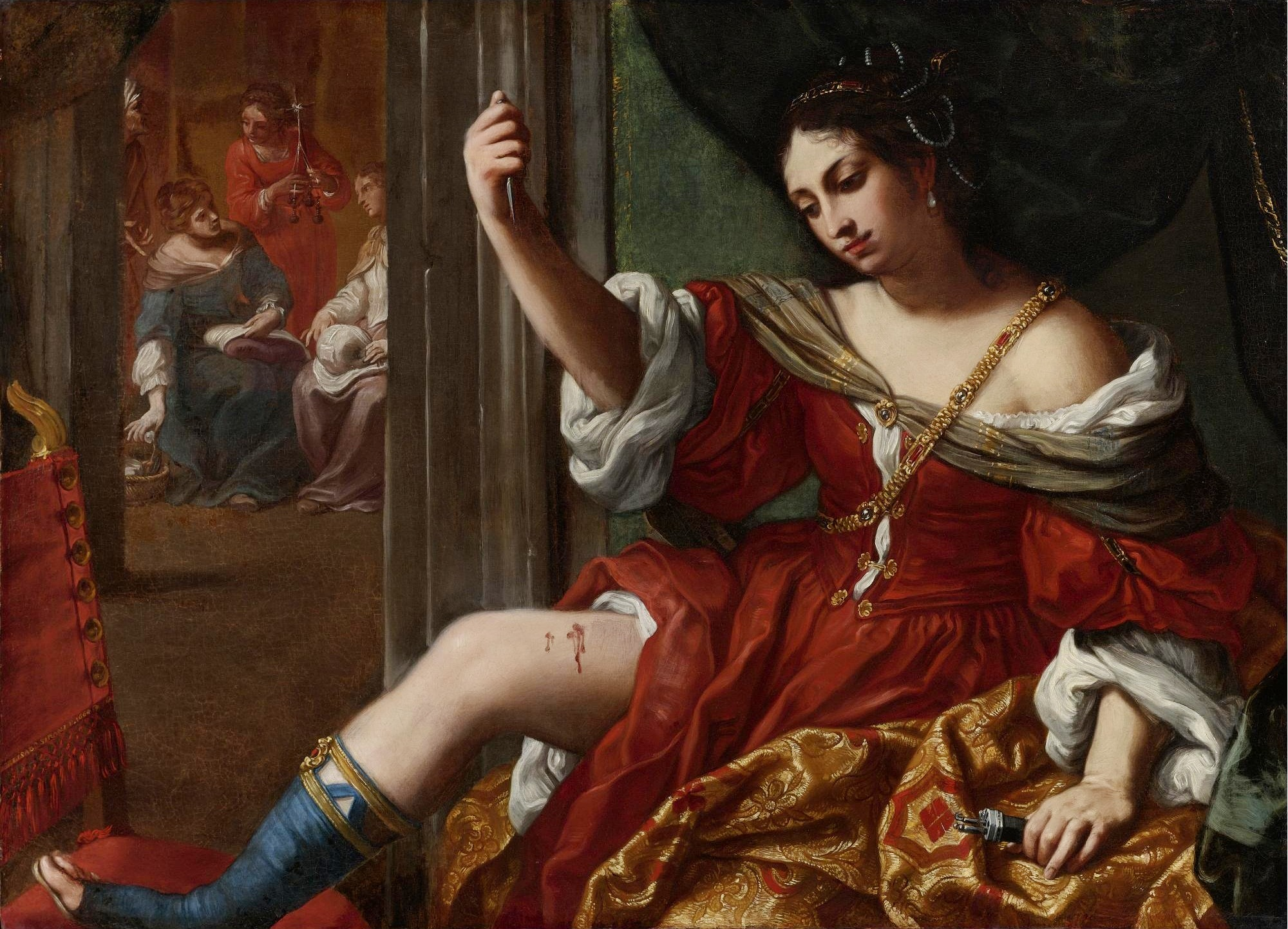
Porcie s’entaillant la cuisse, d’Elisabetta Sirani (1664).

Brutus s’étonna de l’entaille sur sa cuisse et après cela, ne lui cacha plus rien car il se sentit renforcé lui-même. Le jour de l’assassinat de César, Porcia était extrêmement préoccupée et envoya des messagers au sénat pour vérifier que Brutus était toujours en vie. Elle perdit même connaissance à cause de l’inquiétude et ses servantes craignirent pour sa vie.
Quand Brutus et les autres assassins s'enfuirent à Athènes, il était prévu que Porcia reste en Italie. Celle-ci était triste de se séparer de Brutus mais dissimula ses sentiments. Toutefois, quand elle vit une peinture représentant les adieux d’Hector à Andromaque, elle éclata en sanglots. L’ami de Brutus, Acilius, entendit cela et cita Homère : 

« Hector, tu es tout pour moi, père et frères puisque tu es mon jeune époux ! »

— Homère, Iliade, livre VI, 429
Brutus sourit et dit qu’il ne dirait jamais à Porcia ce qu’Hector avait répondu à Andromaque (« Rentre dans ta demeure, reprends tes travaux accoutumés, la toile et le fuseau, et ordonne à tes femmes de se mettre à l'ouvrage »). Il répondit : 

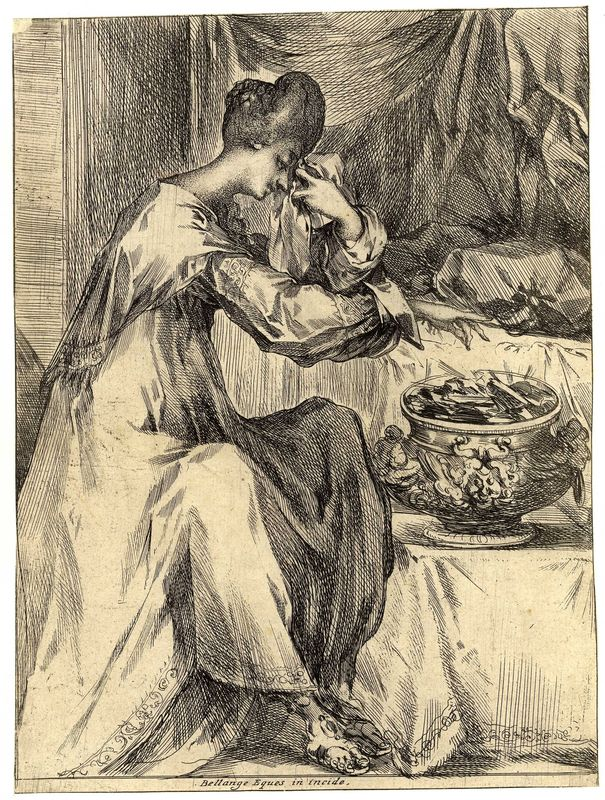
La Mort de Porcie par Jacques Bellange, XVIIe siècle, eau-forte, musée lorrain, Nancy

« Car, si la faiblesse de son corps ne lui permet pas les mêmes exploits que nous, elle combattra, par la fermeté de son âme, non moins généreusement que nous pour la patrie. »

— Plutarque, Marcus Brutus, 23.6.

## Mort

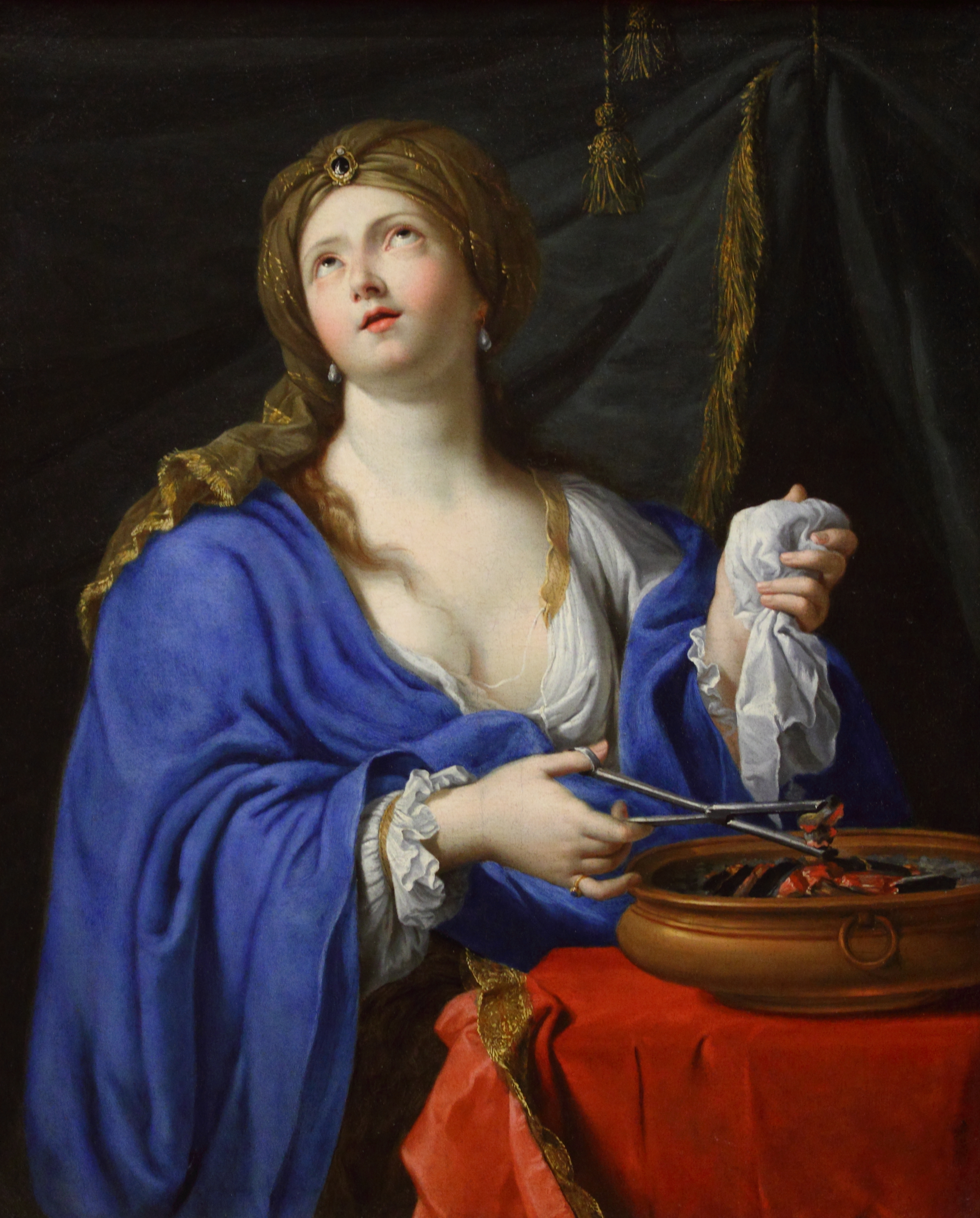
Le Suicide de Porcia par Pierre Mignard (1612-1695), musée des beaux-arts de Rennes.

La majorité des historiens antiques rapportent que Porcia s’est suicidée en 42 av. J.-C. en avalant des charbons ardents. Les historiens modernes ne croient pas à cette version et pensent que Porcia a fait brûler du charbon dans une pièce sans aération et succombé au monoxyde de carbone.
Le moment exact de sa mort n’est pas connu. La plupart des historiens, comme Dion Cassius, Valère Maxime, Appien et Plutarque, avancent qu’elle se tua en apprenant la mort de Brutus après la deuxième bataille de Philippes,,,. Cependant, Nicolas de Damas dit que cela se passa avant la mort de Brutus parce qu'elle pensait qu’il était mort, car Brutus avait reproché dans une lettre à ses amis le suicide de Porcia. Plutarque a réfuté ces lettres.

## Postérité

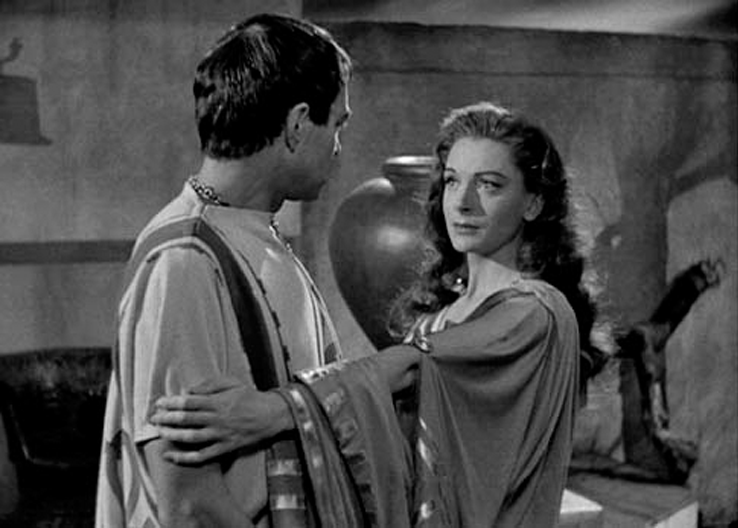
Portia, interprétée par Deborah Kerr, et James Mason en tant que Brutus dans le film de 1953 Jules César.

Plusieurs peintres l’ont représentée, et des auteurs se sont inspirés de son destin :
- Boccace la place dans son recueil de femmes illustres, le De mulieribus claris.
- Robert Garnier a pris la mort de Porcia pour sujet d'une tragédie, Porcie (1568).
- Guérin de Bouscal a publié, en 1637, La Mort de Brute et de Porcie, ou, la Vengeance de la mort de César.
- Dans la pièce de Shakespeare, Jules César, où elle figure comme épouse de Brutus, elle est le seul rôle féminin d’une certaine ampleur.

Porcie est également évoquée dans deux des Épigrammes du poète romain Martial (I, 43, XI, 104).

## Sources
- (en) Cet article est partiellement ou en totalité issu de l’article de Wikipédia en anglais intitulé « Porcia Catonis » (voir la liste des auteurs).